# Hau Giang (provincie)
Hau Giang byla provincie ve Vietnamu, v regionu delty Mekongu na jihu země. Správním střediskem je Vị Thanh. Do konce Vietnamské války (1975) bylo součástí provincie i město Can Tho, které je nyní městem pod ústřední správou (viet. thành phố trực thuộc trung ương) a je na úrovni provincií.
Ke 12. červnu 2025 administrativní celek zanikl sloučením s městem Can Tho.